# 김철언 (컴퓨터 과학자)
김철언은 대한민국의 이론 전산학자이다. 미네소타 대학교에서 1975년에 박사 학위를 받았고, 포항공과대학교 컴퓨터공학부 교수로 있으면서 알고리즘 분석과 계산 기하학을 연구하였다. 2002년에 정년퇴직하였다.
1975년에 오스카 이바라와 함께 배낭 문제와 부분집합 합 문제에 대한 FPTAS를 고안하였다. 이 알고리즘은 최초의 FPTAS로 유명하고, 이후에 나온 FPTAS가 대부분 이것과 비슷한 방법(의사 다항 알고리즘에 기반한 스케일링)을 썼다는 점에서도 의미가 있다.

## 참고 문헌
1. ↑  Oscar H. Ibarra and Chul E. Kim, Fast Approximation Algorithms for the Knapsack and Sum of Subset Problems, Journal of the ACM (JACM), vol. 22, no. 4, 1975